# IFeedback
iFeedback (von engl. instant feedback im Sinne von sofortige Rückmeldung) ist ein seit 2010 von der BHM Media Solutions GmbH entwickelter und betriebener Online-Dienst, der die digitale Abgabe von Feedback ermöglicht. Kunden von Unternehmen können hiermit ihr Feedback digital und mobil per Smartphone, Tablet oder Web-Anwendung abgeben.
Die Anwendung steht dabei in zwei Versionen zur Verfügung. Zum einen kann iFeedback als App sowohl aus dem Google Play Store als auch aus dem App Store von Apple heruntergeladen werden. Zum anderen kann iFeedback ohne App vor Ort auf Kiosk-Terminals genutzt werden. Diese Option ist am weitesten verbreitet, da sie den Unternehmen ermöglicht, On-Site-Feedback zu erhalten.

## Funktionen von iFeedback
- die Möglichkeit für den Nutzer, Feedback per Mobiltelefon, Browsereingabe oder Tablet direkt vor Ort zu äußern[1]
- Unterstützung des Beschwerdemanagements, indem das Unternehmen Beschwerden organisieren und mit Prioritäten versehen kann[2]
- die automatische Auswertung der abgegebenen Rückmeldungen und die anschließende Darstellung in Form eines Reportings[2]

## Vorteile und Kritik
In einer Studie von Manfred Bruhn und Karsten Hadwich zum Thema „Überwindung von Beschwerdebarrieren durch neue Technologien“ wurde die Wirksamkeit von iFeedback untersucht.
Geprüft wurde, inwieweit Beschwerdebarrieren, wie z. B. der zeitliche und psychische Aufwand oder die Zugänglichkeit des Feedbackkanals mit iFeedback überwunden werden können. Dabei zeigte die Studie, dass iFeedback dabei hilft, nahezu all diese Beschwerdebarrieren zu überwinden.
Die Studie zeigte jedoch auch, dass iFeedback nicht dabei helfen kann, mehr Beschwerden über unwichtige Probleme zu sammeln als zuvor. Des Weiteren werden, so Bruhn und Hadwich, durch den Einsatz eines digitalen Feedbackkanals neue Nutzungsbarrieren aufgebaut. Vor allem bleibe die Kompatibilität des Online-Dienstes mit dem mobilen Gerät des Nutzers zum Teil unklar. Dies könne unter Umständen von einer Nutzung des Systems abhalten.

## Einsatz
iFeedback wird überwiegend in Bereichen eingesetzt, in denen die Kundenzufriedenheit eine übergeordnete Rolle spielt. Nach Angaben des Herstellers findet das System besonders in den Branchen Hotellerie und Gastronomie Anwendung und wird nach Angabe des Unternehmens an über 3000 Standorten in mehr als 30 Ländern eingesetzt (Stand: 1. Dezember 2014). Zu den Unternehmen, die iFeedback einsetzen, zählen unter anderem InterContinental, McDonald’s, L’TUR und Lindner Hotels.

## Auszeichnungen
iFeedback wurde mit dem Hamburger INNOTECH-Preis 2011 ausgezeichnet, der innovative Geschäftsideen aus den Bereichen Technologien und Unternehmensdienstleistung auszeichnet.

## Online-Quellen
- http://www.wiwo.de/erfolg/management/beschwerdemanagement-tippen-klicken-meckern/10149622-4.html
- http://www.ahgz.de/unternehmen/lindner-baut-bewertungstool-ifeedback-aus,200012212924.html